# L'amore soldato
L'amore soldato è un dramma giocoso in tre atti del compositore Antonio Sacchini su libretto di Antonio Andrei. Il libretto è una rielaborazione de L'amor tra l'armi che Niccolò Tassi scrisse per essere musicato da Giovanni Marco Rutini, il quale venne messo in scena il 3 luglio 1768 al Teatro Erranti di Siena.
Fu rappresentata per la prima volta il 4 maggio 1778 al King's Theatre di Londra. Venne successivamente ripresa in tutta Europa: in particolare si ricordano quella dell'8 luglio 1779 a Parigi, quella dello stesso anno a Eszterháza e quella del 1781 a Firenze.

## Rappresentazioni in tempi moderni e registrazioni
In tempi moderni L'amore soldato fu data a Siena nel 1955 e successivamente a Napoli nel gennaio del 1973; in quest'occasione l'esecuzione fu affidata all'Orchestra Alessandro Scarlatti RAI Napoli sotto la direzione di Massimo Pradella. La rappresentazione di questo lavoro a Napoli, a tutt'oggi, è l'unica ad essere stata registrata.